# Oakboro
Oakboro és una població dels Estats Units a l'estat de Carolina del Nord. Segons el cens del 2000 tenia 1.198 habitants.

## Demografia
Segons el cens del 2000, Oakboro tenia 1.198 habitants, 485 habitatges i 361 famílies. La densitat de població era de 230,1 habitants per km².
Dels 485 habitatges en un 29,7% hi vivien nens de menys de 18 anys, en un 56,3% hi vivien parelles casades, en un 14,2% dones solteres, i en un 25,4% no eren unitats familiars. En el 23,7% dels habitatges hi vivien persones soles l'11,8% de les quals corresponia a persones de 65 anys o més que vivien soles. El nombre mitjà de persones vivint en cada habitatge era de 2,46 i el nombre mitjà de persones que vivien en cada família era de 2,86.
Per edats la població es repartia de la següent manera: un 23,2% tenia menys de 18 anys, un 8,5% entre 18 i 24, un 28,6% entre 25 i 44, un 24,9% de 45 a 60 i un 14,8% 65 anys o més.
L'edat mediana era de 38 anys. Per cada 100 dones de 18 o més anys hi havia 88,5 homes.
La renda mediana per habitatge era de 41.369 $ i la renda mediana per família de 46.711 $. Els homes tenien una renda mediana de 33.482 $ mentre que les dones 21.696 $. La renda per capita de la població era de 18.079 $. Entorn del 8,6% de les famílies i l'11,5% de la població estaven per davall del llindar de pobresa.

## Poblacions més properes
El següent diagrama mostra les poblacions més properes.